# Yamaha XT 125R
La XT125 est un modèle de motocyclette de type Trail du constructeur japonais Yamaha.

## Caractéristiques
La XT125 démarre au kick, sans décompresseur. Depuis les versions 2005, elle dispose en plus d’un démarreur électrique
Le moteur monocylindre 4 temps de 125 cm3, que l'on retrouve aussi sur les Yamaha YBR 125 est alimenté par un carburateur (avec starter manuel au guidon gauche). Il est équipé d'un pot catalytique.
La XT125 est équipée d’un ordinateur de bord (écran LCD avec fonction montre, totalisateur partiel, niveau de charge de batterie, chronomètre, compte tour, signal de révision et chrono pour 0 à 40 km/h). Elle n’a pas de robinet de carburant avec position réserve mais un indicateur au tableau de bord.
À noter qu'il y a deux versions depuis 2005 : une version Supermotard (125X) et une version Enduro (125R) entre lesquelles seuls la démultiplication, les roues et les freins diffèrent.

## Historique
La famille des XT prend ses origines dans l'évolution vers le quatre temps pour les motos de Yamaha. La première est la XT500.
Cette moto fait suite à la XT125 née en 1980. La production recommence après une interruption de 1995 à 2005 avec un modèle de mêmes caractéristiques mais complètement revu.